# 대한민국 민법 제773조
대한민국 민법 제773조는 1990년 1월 13일에 삭제되었다.

## 조문
제773조